# Tøjning
Tøjning (eng. strain) er en enhedsløs størrelse i mekanik, der beskriver et materiales relative forlængelse (deformation) som følge af en påtrykt mekanisk spænding {\displaystyle \sigma }. Tøjning indgår i beregningen af Youngs modul {\displaystyle {\mathit {E}}} (også kendt som elasticitetsmodulet eller E-modul), der er et udtryk for et materiales stivhed.
Tøjning kan udtrykkes som:
{\displaystyle \varepsilon ={\frac {\sigma }{\mathit {E}}}}
eller som:
{\displaystyle \varepsilon ={\frac {\Delta {\mathit {L}}}{\mathit {L}}}}
hvor {\displaystyle {\mathit {L}}} er længden af emnet, og
{\displaystyle \Delta {\mathit {L}}} er ændringen i længde.